# Afton (Texas)
Afton é uma comunidade não incorporada localizada no norte do condado de Dickens, no estado norte-americano do Texas.

## História
Foi criada uma agência postal na comunidade em 1893 sob o nome Beckton e, anos depois, em 1900, passou a se chamar Afton. O nome atual é derivado do poema Sweet Afton, de Robert Burns.

## Educação
O Distrito Escolar Independente de Patton Springs atende a estudantes da região.

## Pessoas notáveis
O seleiro Charles Weldon Cannon nasceu em Afton, em 1915.